# Poutní cesta z Prahy do Hájku
Hájecká cesta, tedy poutní cesta z Prahy do Hájku, je pozdně barokní poutní cesta o délce asi 18 km, která vedla od Hradčan k loretě ve františkánském klášteře Hájek, který se nachází na území obce Červený Újezd nedaleko Unhoště. Původně ji lemovalo 20 výklenkových kapliček, z nichž se dochovalo 12. Byla zasvěcena Panně Marii a svatému Františkovi z Assisi, obrazy ze života těchto světců byly původně vyzdobeny i kaple. První kaplička je u Dlabačova, pak cesta vedla dnes již zastavěným územím Břevnova k Ladronce (nad údolím Motolského potoka), od Bílé hory až po Hostivici pak kopíruje trasu současné komunikace vedené z Prahy na Karlovy Vary (Karlovarská ulice, silnice I/6). Odsud pak je cesta vedena přes Litovice až k Hájku.

## Historie

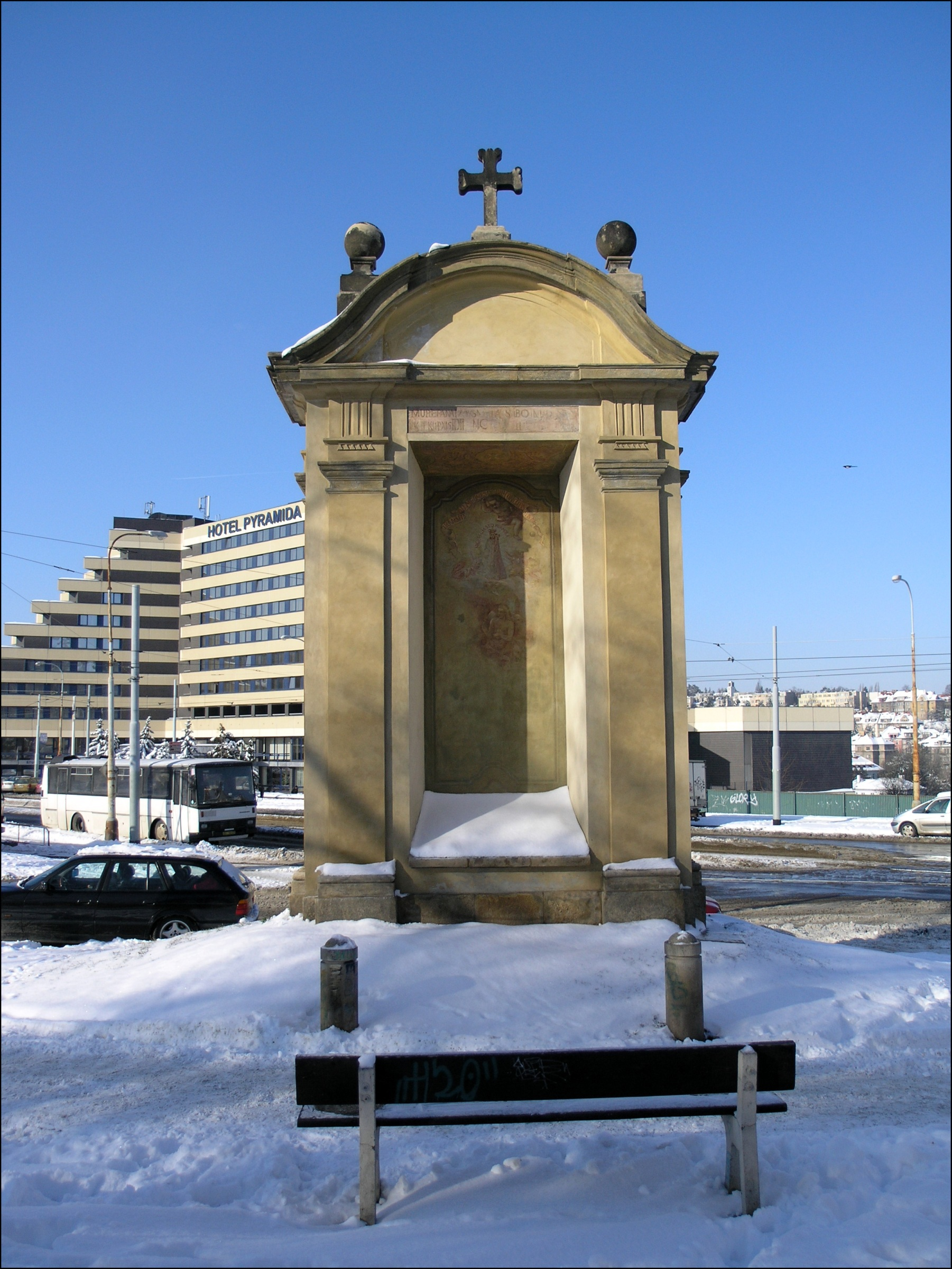
Dochovaná I. kaple poutní cesty, ulice Gymnastická

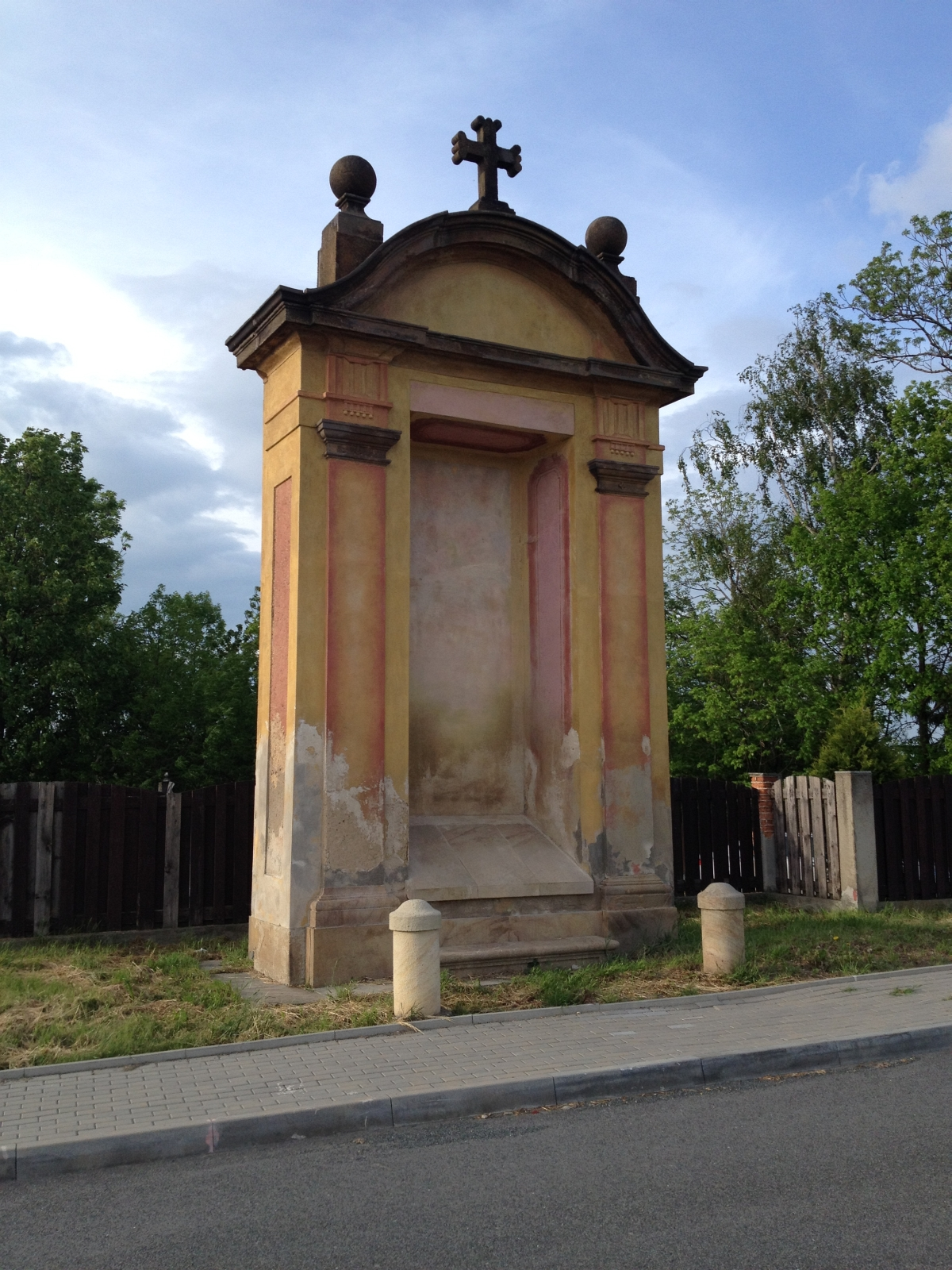
X. kaple, Jiviny

V letech 1623–1625 vybudoval v hájku (vysázeném roku 1589 Gothardem Florianem Žďárským) Florian Jetřich Žďárský ze Žďáru loretánskou kapličku jako poděkování za narození dědice. Brzy se stala cílem poutí, a proto byla v roce 1630 byla přestavěna a rozšířena. V roce 1659 zde byl (umístěním 4 mnichů) založen a v následujících letech vybudován klášter. V roce 1699 byla kolem hájku postavena ohrada. Kolem roku 1722 podle zápisů arcibiskupské kanceláře navštěvovalo Hájek ročně průměrně 60 000 poutníků.
V letech 1720–1726 bylo na náklady donátorů vystavěno 20 kaplí podél poutní cesty (v rozestupu asi 600 až 1100 metrů). Donátoři přispěli 200 zlatých na výstavbu jedné kaple a 20 zlatých na údržbu. Takto přispěli například Karel Jáchym z Bredy, hrabě František Josef Černín, hrabě Antonín Jan z Nostic, kníže z Lobkovic a Magistrát Starého města pražského. Na výstavbě se podíleli zednický mistr František Fortin (50 zlatých za kapli), který byl i projektantem stavby (?), kameník  Herrstorff (70 zlatých za kapli) a pražský malíř a fortifikační inženýr Jan Schor (1686–1787 (30 zlatých za kapli), autor výzdoby.
Výklenkové kaple byly hranolovité hmotné vyzdívky, vpředu s pilastry a ořímsovaným trojbokým štítem, na vrcholu mají kříž a po stranách kamenné podstavce s kulemi. Uvnitř na omítce měly půlené malby, přičemž v horní poloviny byly výjevy ze života Panny Marie, v dolní polovině ze života svatého Františka a doplňoval je latinský nápis ve formě elegických distich. Mezi výklenkem a římsou byl znak donátora. Jejich rozměr je v průměru 8,5 m na výšku k vrcholu kříže (k římse 5,5 m) a půdorys má rozměr 3,8 m x 1,3 m.
První kompletní rekonstrukce všech staveb podél cesty proběhla v letech 1751–1752. Druhá rekonstrukce včetně restaurace maleb byla provedena v letech 1773–1774. Poté Josef II. zrušil příslušnou nadaci a kapličky začaly chátrat.
V letech 1899–1900 bylo opraveno 14 kaplí, které se do té doby dochovaly, avšak sama cesta už v některých částech byla přerušená novou zástavbou. Při této rekonstrukci byly zaniklé freskové malby nahrazeny obrazy na plechových tabulích, které namaloval pražský malíř Josef Scheiwl.
Zánik původní cesty pokračoval i v průběhu 20. století. Do roku 2001 se z původních 20 dochovalo 9 výklenkových kaplí na území Prahy a 2 mimo území Prahy. V roce 1999 akademický sochař Jan Turský z iniciativy spolku Hostivít započal obnovu 19 kaplí. V roce 1998 se městská část Praha 6 rozhodla zrekonstruovat 5 kaplí na svém území, což se jí podařilo v letech 2000–2001. Dne 18. prosince 2001 byla za přítomnosti tehdejšího starosty Prahy 6 Pavla Béma, břevnovského převora Prokopa Siostrzonka, restaurátora kaple ak. mal. Petra Hampla a dalších osobností slavnostně odhalena rekonstruovaná 1. kaple na Dlabačově. V dokumentaci a popularizaci poutní cesty, koordinaci její obnovy, v úklidu cesty i v organizaci poutí se angažuje též například zapsaný spolek (do roku 2015 občanské sdružení) Poutní cesta Hájek, založený v roce 2013 a inzerovaný též na webu hájeckých františkánů. Tento spolek uspořádal například veřejnou sbírku na obnovu kaple č. 18. Spolek usiluje o liniovou památkovou ochranu poutní cesty, dosud jsou památkově chráněny jen kaple.

## Popis cesty

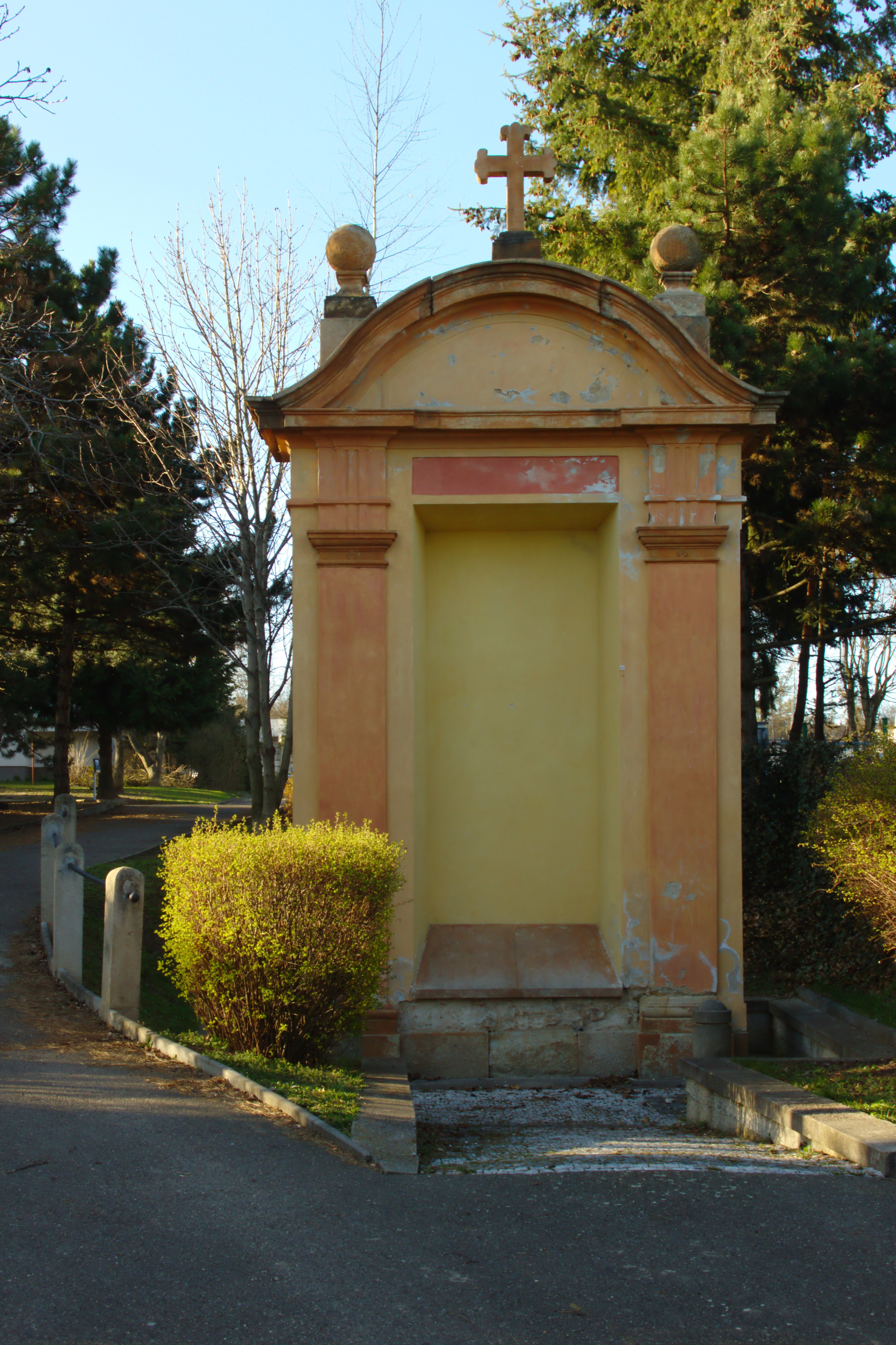
VI. kaple, Bolívarova ulice

Některé zdroje situují počátek trasy k pražské Loretě (Loretánská kaple v Praze, 50°5′21″ s. š., 14°23′30″ v. d.), podle článku městské části Praha 6 v minulosti od pražské Lorety při mariánských svátcích začínaly svou pouť do kláštera v Hájku desetitisíce poutníků, takto trasu zakresluje i OpenStreetMap. Jiné zdroje, například web spolku Poutní cesta Hájek, kladou počátek cesty ke Strahovské bráně na Pohořelci.
Cesta vedla po trasách dnešních ulic Pohořelec, Dlabačov, Gymnastická, Za Strahovem, U Ladronky. Přes dnešní ulici Tomanovu pokračovala přímo ve směru nynější stezky kolem Ladronky, a navazuje krátký úsek překrytý částí dnešní Podbělohorské ulice. Od křižovatky s Kukulovou směrem k Malému Břevnovu pokračovala cesta zhruba v dosavadním směru úsekem, kterým dnes vedou jen nevýrazné pěšiny. Přes Malý Břevnov procházela zhruba ve stopě dnešních ulic Bolívarova, Na břevnovské pláni, U boroviček a Karlovarská. Dále procházela po trase dnešní výpadovky (Karlovarská, Čsl. armády) až do Hostivice, přičemž přes mimoúrovňovou křižovatku Řepy samozřejmě v původní trase (tedy zhruba po dnešní ulici Na Hůrce). Z Hostivice pokračovala po dnešní Litovické ulici až do Litovic, dále po dnešní ulici U Sušičky. Závěrečný úsek polní cesty je dosud zachován v původní trase. Cesta mezi 18. kaplí a Hájkem byla ve druhé polovině 20. století rozorána, v letech 1999–2000 ji spolek Hostivít ve spolupráci s městem Hostivice vyměřil, obnovil a vysázel kolem ní lipovou alej.

## Kaple

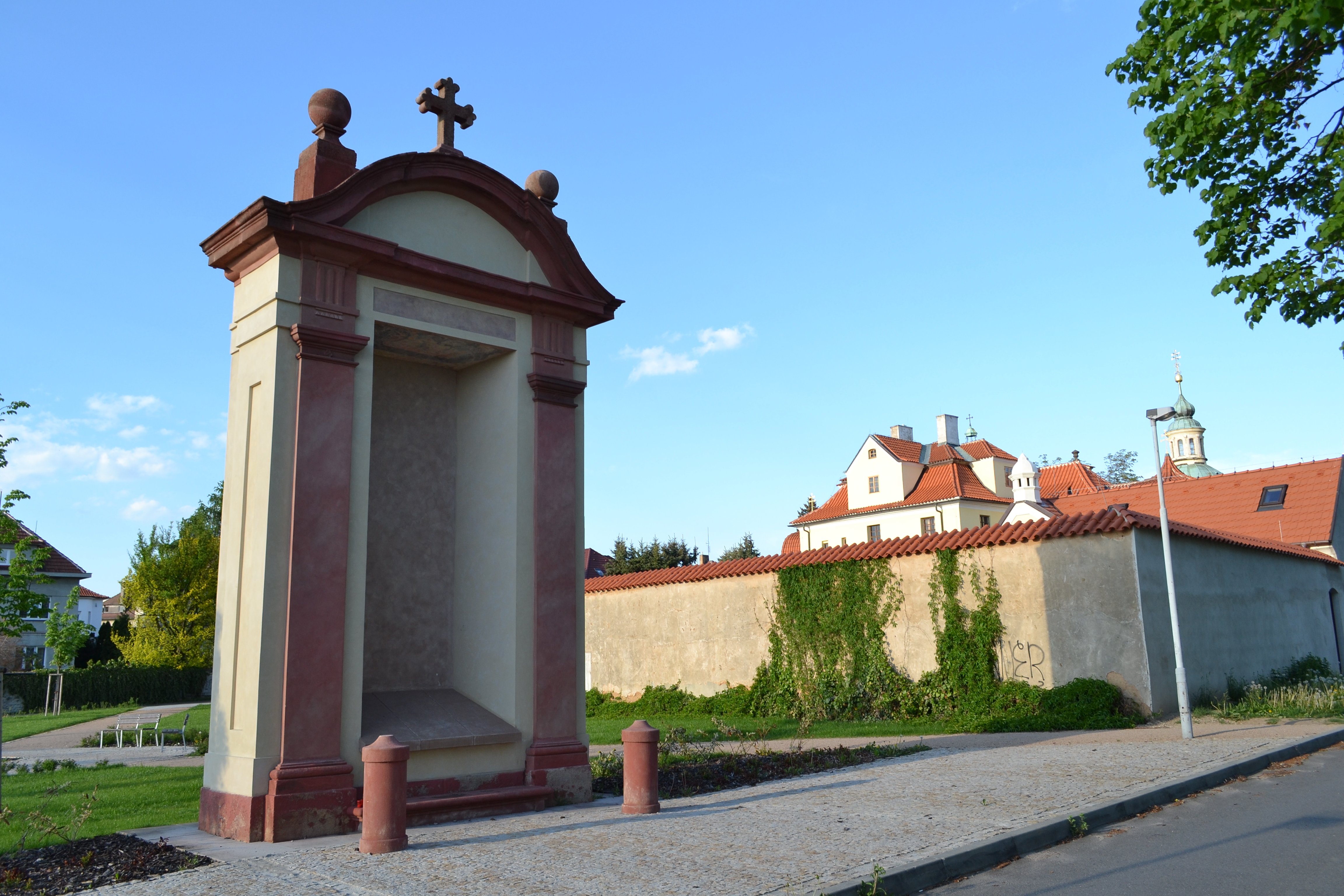
VIII. kaple, Bílá hora

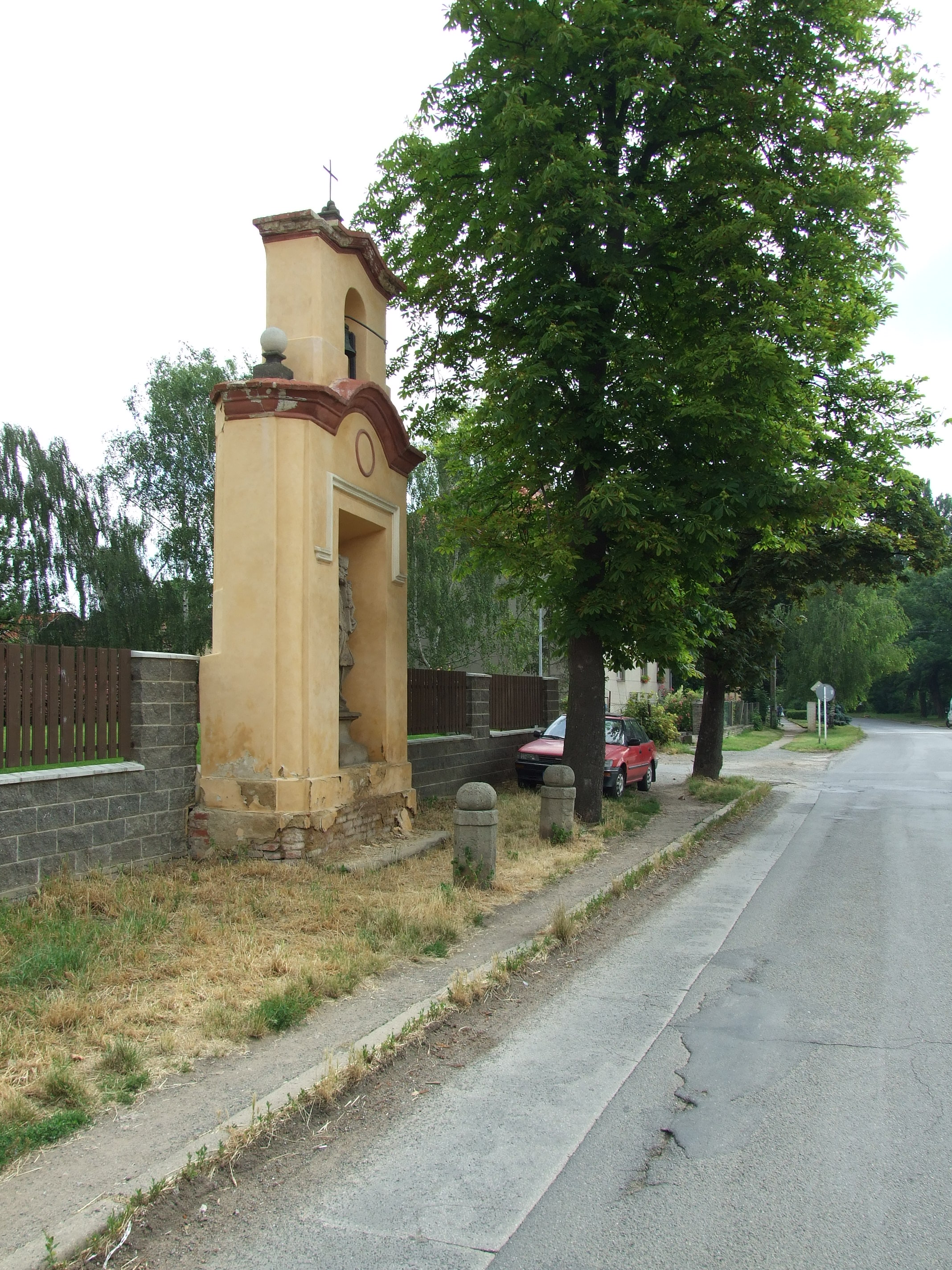
Kaple sv. Jana Nepomuckého v Litovicích nepatří k původní řadě kapliček, ale byla při trase poutní cesty postavena kolem roku 1815.

Kaple jsou číslovány od I do XX, číslo I je Praze nejblíže. Stejně jsou kaple číslovány v obou dochovaných Pamětních knihách z Hájku.
I. kaple – Břevnov, Dlabačov (50°5′6″ s. š., 14°22′52″ v. d.)
Gymnastická ul. (rekonstruována městskou částí Praha 6 v letech 2000–2001; restaurovány i zachovalé části původní výmalby a latinské nápisy). Na kapličce byla vyobrazen Hájek a nad ní dva andělé nesoucí loretánský domek, po stranách sv. František a sv. Antonín. Donátorem byl pražský arcibiskup Ferdinand Ferdinand hrabě z Khüenburgu.
II. kaple – nedochovaná (50°4′56″ s. š., 14°22′34″ v. d.)
Stála u křižovatky ulic Za Strahovem a Nad Tejnkou. Donátorem byl hrabě z Vrtby, nejvyšší purkrabí Království českého.
III. kaple – Břevnov, u křižovatky U Ladronky – Kocourova (50°4′53″ s. š., 14°22′ v. d.)
Rekonstruována městskou částí Praha 6 v roce 2001. Donátorem byl Antonín Jan hrabě z Nostic, nejvyšší hofmistr.
IV. kaple – Břevnov, Ladronka (50°4′45″ s. š., 14°21′29″ v. d.)
Rekonstruována městskou částí Praha 6 v letech 2000–2001. Donátorem byl Jan Josef hrabě z Valdštejna, nejvyšší maršálek, a jeho manželka.
V. kaple – Břevnov, Vypich (50°4′40″ s. š., 14°20′51″ v. d.)
Rekonstruována městskou částí Praha 6 v letech 2000–2001). Donátorem byl hrabě Jan Arnošt Antonín ze Schaffgotsche, královský místodržitel, a jeho manželka.
VI. kaple – Břevnov, Bolívarova (50°4′35″ s. š., 14°20′18″ v. d.)
Rekonstruována městskou částí Praha 6 v roce 2001. Donátorem byl František Josef hrabě Černín, královský místodržící.
VII. kaple – nedochovaná (50°4′31″ s. š., 14°19′46″ v. d.)
Stála do roku 1910 v zahradě u čp. 155 v ulici Na Břevnovské pláni. Donátorem byl hrabě František Josef Šlik a jeho manželka.
VIII. kaple – Bílá Hora (pražská čtvrť) (50°4′33″ s. š., 14°19′15″ v. d.)
Opravená kaple původně stála u Karlovarské ulice v Předních Jivinách, na hranici Řep a Ruzyně (50°4′33″ s. š., 14°18′51″ v. d.); v roce 2009 byla přemístěna na klidnější místo ke klášteru benediktinek na Bílé Hoře. Donátorem byl hrabě Jan Filip ze Sikingenu, polní maršálek a velitel Pražský, a jeho manželka.
IX. kaple – nedochovaná, Jiviny (50°4′37″ s. š., 14°18′15″ v. d.)
Stála u křižovatky Karlovarská – Drnovská. Není zakreslena na mapě bývalého Pozemkového katastru z r.1928, zanikla před tímto datem. Donátorem byl opět nejvyšší hofmistr Antonín Jan hrabě Nostic.
X. kaple – Zadní Jiviny, před městským okruhem (50°4′37″ s. š., 14°17′44″ v. d.)
Stojí na území Řep nedaleko hranice Ruzyně, na východní straně mimoúrovňové křižovatky Řepy, u odbočení ulice Na hůrce. Donátorem byl opět František Josef hrabě Černín a jeho manželka.
XI. kaple – na území Ruzyně těsně u hranice Hostivice (50°4′41″ s. š., 14°17′11″ v. d.)
Stojí na západní straně mimoúrovňové křižovatky Řepy, u ulice Na hůrce. Donátory byli hrabě František Karel z Clary-Aldringenu, nejvyšší lovčí Království českého, a Jan Filip z Clary-Aldringenu, královský místodržící. Pravděpodobně jde o repliku, jediná je z cihel a donedávna byla, jako jediná, orientována k severu, nyní je však opravena a otočena zpět k jihu. Sousedství kaple slouží k odstavování a nocování kamionů, jejichž řidiči využívají okolí kaple jako záchod a skládku, proti čemuž se spolek Poutní cesta Hájek snaží bojovat.
XII. kaple – Hostivice, u Peterkova rybníka (50°4′35″ s. š., 14°16′39″ v. d.)
Stojí při Peterkově rybníku při cyklostezce číslo A154. Dříve stávala v úrovni západního konce retenční nádrže Strnad při frekventované silnici I/6J. I to vedlo k jejímu špatnému technickému stavu a k porušené statice. Z tohoto důvodu byla v roce 2021 rozebrána, zrestaurována pískovcová koruna a o cca 300 m přesunuta na nové místo, kde byla znovu postavena. Znovu vysvěcení kaple proběhlo v neděli 1. května 2022. Poté přešla z majetku Ředitelství silnic a dálnic do majetku města Hostivice. Donátorem byl královský místodržící Josef František z Goltze.
XIII. kaple – nedochovaná, Hostivice (50°4′46″ s. š., 14°15′56″ v. d.)
Stála u železničního mostu přes ulici Čsl. armády. Byla zbořena v 50. letech 20. století. Donátor není znám.
XIV. kaple – nedochovaná, Hostivice (50°4′53″ s. š., 14°15′7″ v. d.)
Stála u křižovatky Litovická – Čsl. armády před dnešním domem č. p. 669. Byla zbořena roku 1878 a materiál byl použit na stavbu mostků u Nekejcova a v Jenečku. Při stavbě kanalizace byly nalezeny zbytky základů kaple, což svědčí o tom, že padla za oběť rozšiřování hostivicko-litovické cesty. Je však zakreslena na mapě bývalého Pozemkového katastru z r. 1928. Donátorem byl magistrát Starého města pražského.
XV. kaple – nedochovaná, Hostivice (50°4′42″ s. š., 14°14′34″ v. d.)
Stála u křižovatky Litovická – Sportovců severně od Litovického rybníka. Donátorem byla velkovévodkyně Anna Marie Františka Toskánská, pozdější majitelka Hostivice. Kaple zanikla v 19. století, pravděpodobně také kvůli rozšiřování cesty.
Nedaleko od původního místa byla na podzim 2023 postavena ocelová konstrukce s grafickou výzdobou (Jindřich Štreit - Diptych XV) nahrazující kapličku. Souřadnice: 50°4′40,8″ s. š., 14°14′31,45″ v. d.

XVI. kaple – nedochovaná, Litovice (50°4′31″ s. š., 14°13′37″ v. d.)
Stála na rozcestí u železničního přejezdu blízko zastávky Hostivice-Litovice. Donátorem byl hrabě František Arnošt z Valdštejna s manželkou. Kaple je zakreslena v mapě bývalého Pozemkového katastru z r.1928 před železničním přejezdem vlevo. V důsledku dlouhodobého zanedbání a zchátralosti na kraji pole, kaple spadla v 60. letech.
Nedaleko od původního místa byla na podzim 2023 postavena ocelová konstrukce s grafickou výzdobou (Jindřich Štreit - Diptych XVI) nahrazující kapličku. Souřadnice: 50°4′30,8″ s. š., 14°13′37,38″ v. d.
XVII. kaple – nedochovaná, Litovice (50°4′26″ s. š., 14°13′6″ v. d.)
Stála za Litovicemi západně od areálu firem Selekta (čistírna osiv) a Top Umwelt. Donátorem byl kníže z Lobkovic. Spadla v 50. letech 20. století z důvodu dlouhodobé zchátralosti, základy byly odstraněny.
Nedaleko od původního místa byla na podzim 2023 postavena ocelová konstrukce s grafickou výzdobou (Jindřich Štreit - Diptych XVII) nahrazující kapličku. Souřadnice: 50°4′26,76″ s. š., 14°13′11,52″ v. d.
XVIII. kaple – Litovice, polní cesta (50°4′22″ s. š., 14°12′30″ v. d.)
Novostavba kaple na dochované substrukci, z let 2021–2022; mezi Litovicemi a Hájkem, u ohybu dochované části cesty. Donátorem byl hrabě František Damián ze Šternberka. Kaple se zřítila v 80. letech 20. století, zachovalo se zdivo soklu a přebroušený pravý sloupek. V roce 2023 byla do výklenku vložena grafika: Jindřich Štreit - Diptych XVIII.
XIX. kaple – Litovice, polní cesta před Hájkem (50°4′12″ s. š., 14°12′5″ v. d.)
Opravená kaple v blízkosti Hájku, v dochované části cesty. Donátorem byl hrabě Karel Jáchym z Bredy, tehdejší majitel tachlovického panství včetně Hostivice a Litovic, a jeho manželka. Tato kaple byla v roce 1999 obnovená jako první. Kaple byla znovu opravena v roce 2022. Zároveň byla změněna její barva z červenobílé na okrovou. V roce 2023 byla do výklenku vložena grafika: Jindřich Štreit - Diptych XIX.
XX. kaple – Červený Újezd, polní cesta před Hájkem (50°4′5″ s. š., 14°11′32″ v. d.)
Opravená kaple v blízkosti Hájku, v dochované části cesty, na hranici katastrálních území Chýně a Červený Újezd. Původně byl ve výklenku obraz Korunování P. Marie a sv. Františka. Donátorem byl také hrabě Karel Jáchym z Bredy. Tato kaple byla obnovená v roce 2000. Kaple byla znovu opravena v roce 2023. Zároveň byla změněna její barva z červenobílé na okrovou. V roce 2023 byla do výklenku vložena grafika: Jindřich Štreit - Diptych XX.
Klášter Hájek – Loretánská kaple Panny Marie (50°4′10″ s. š., 14°11′8″ v. d.)

## Galerie

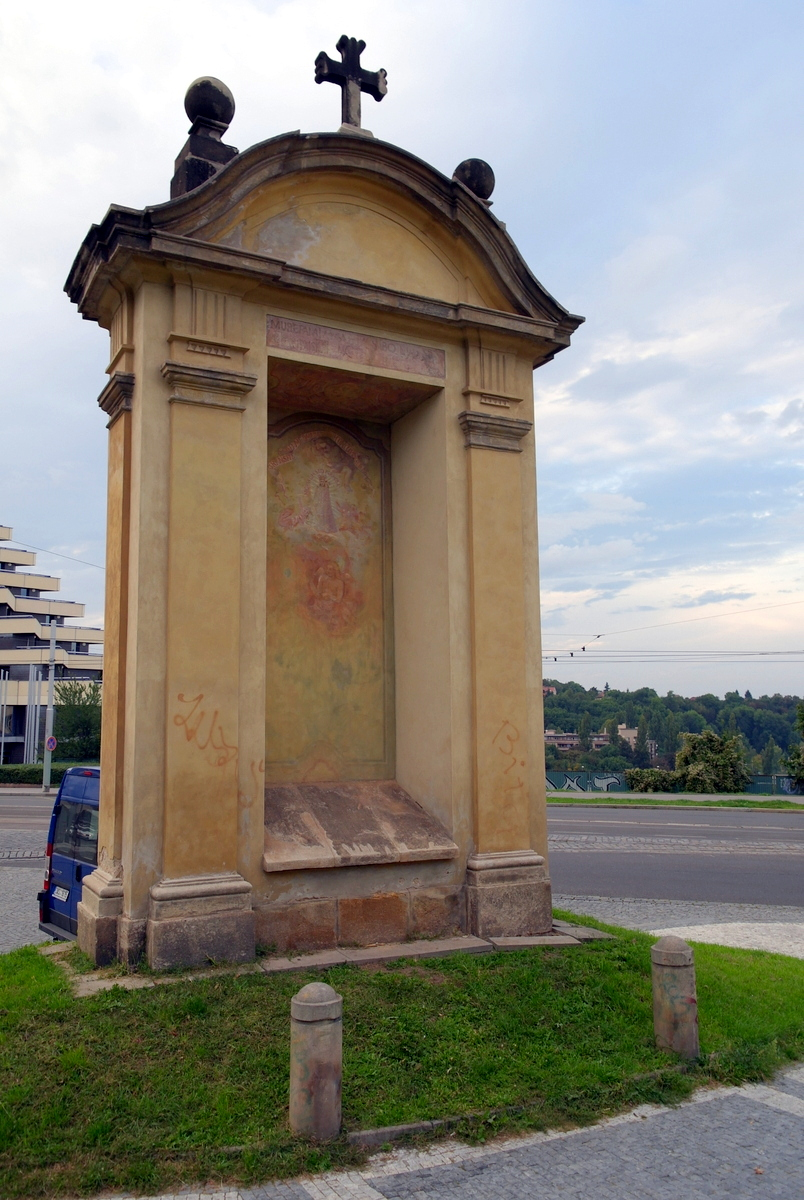
I. kaple
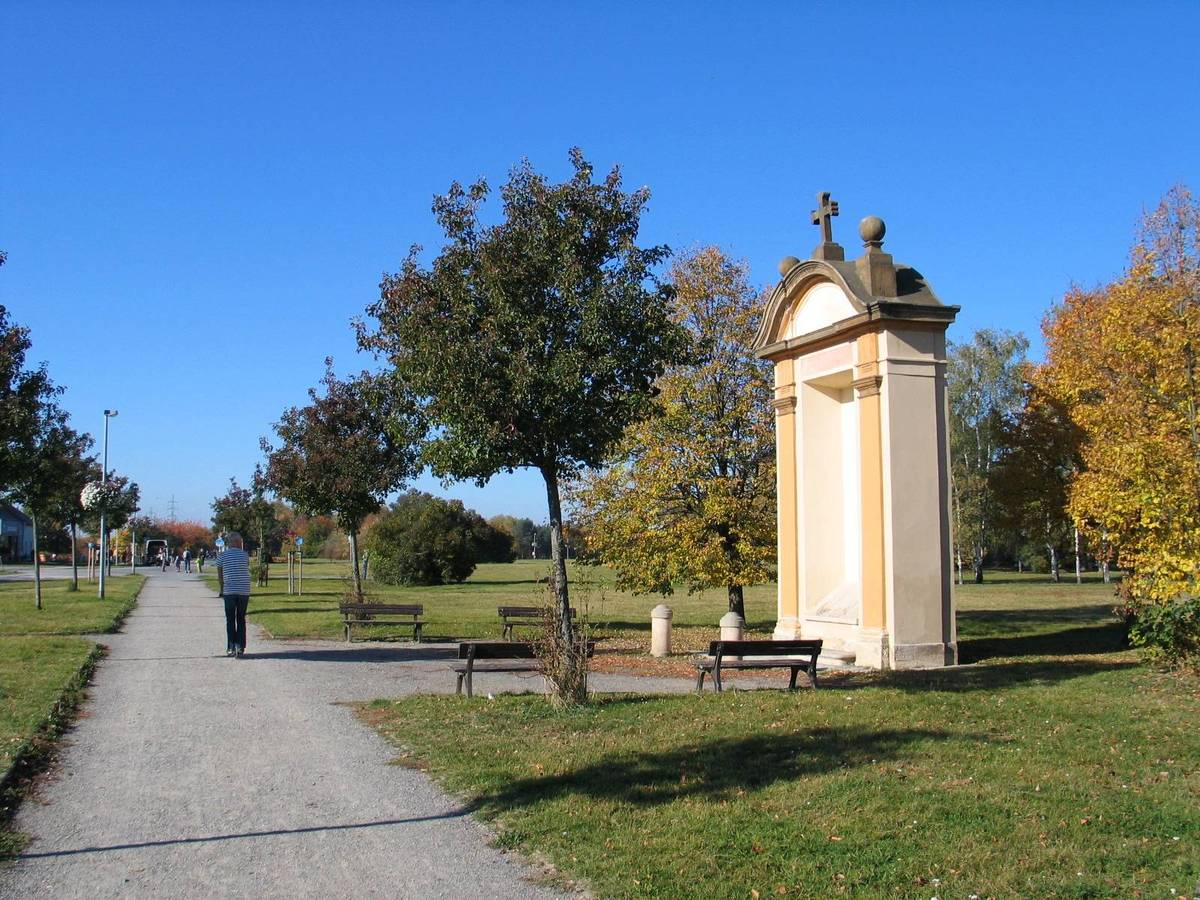
IV. kaple
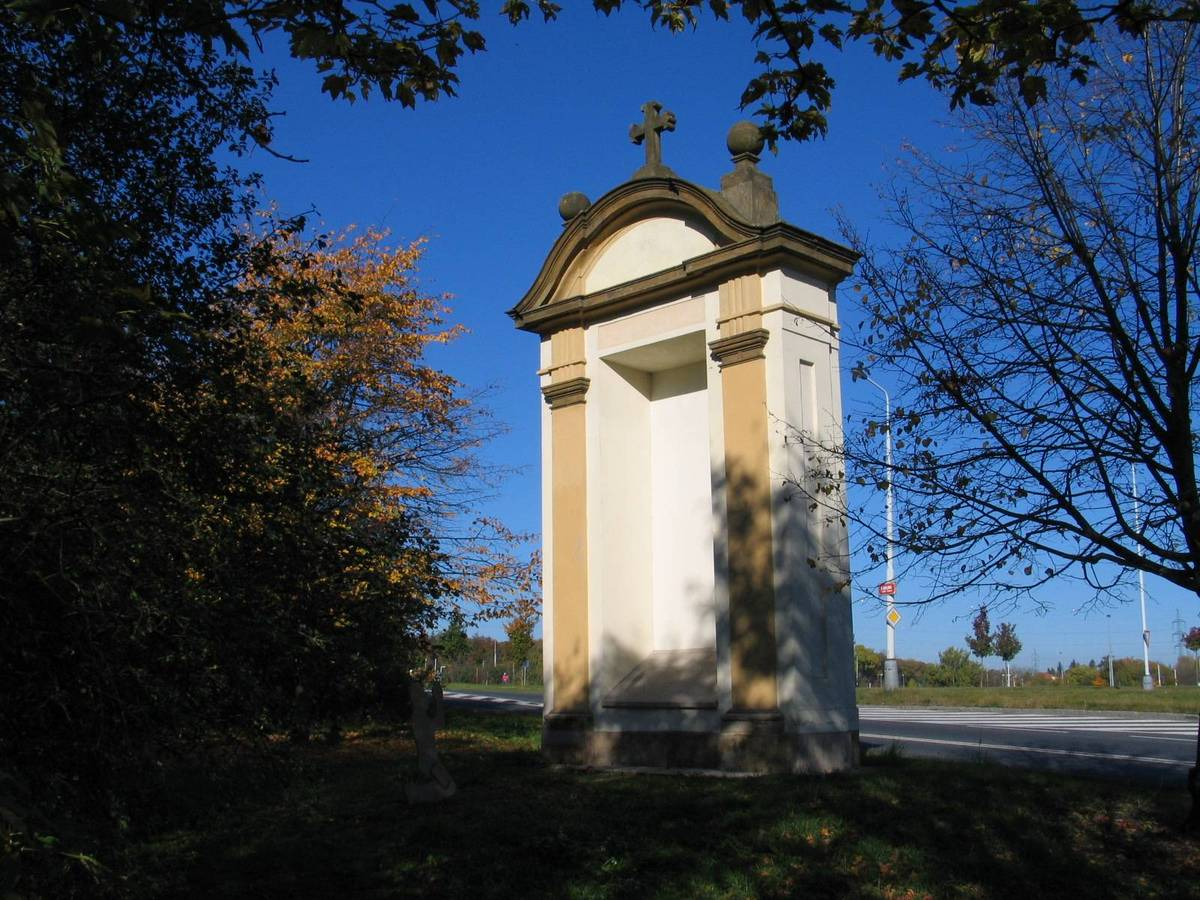
V. kaple
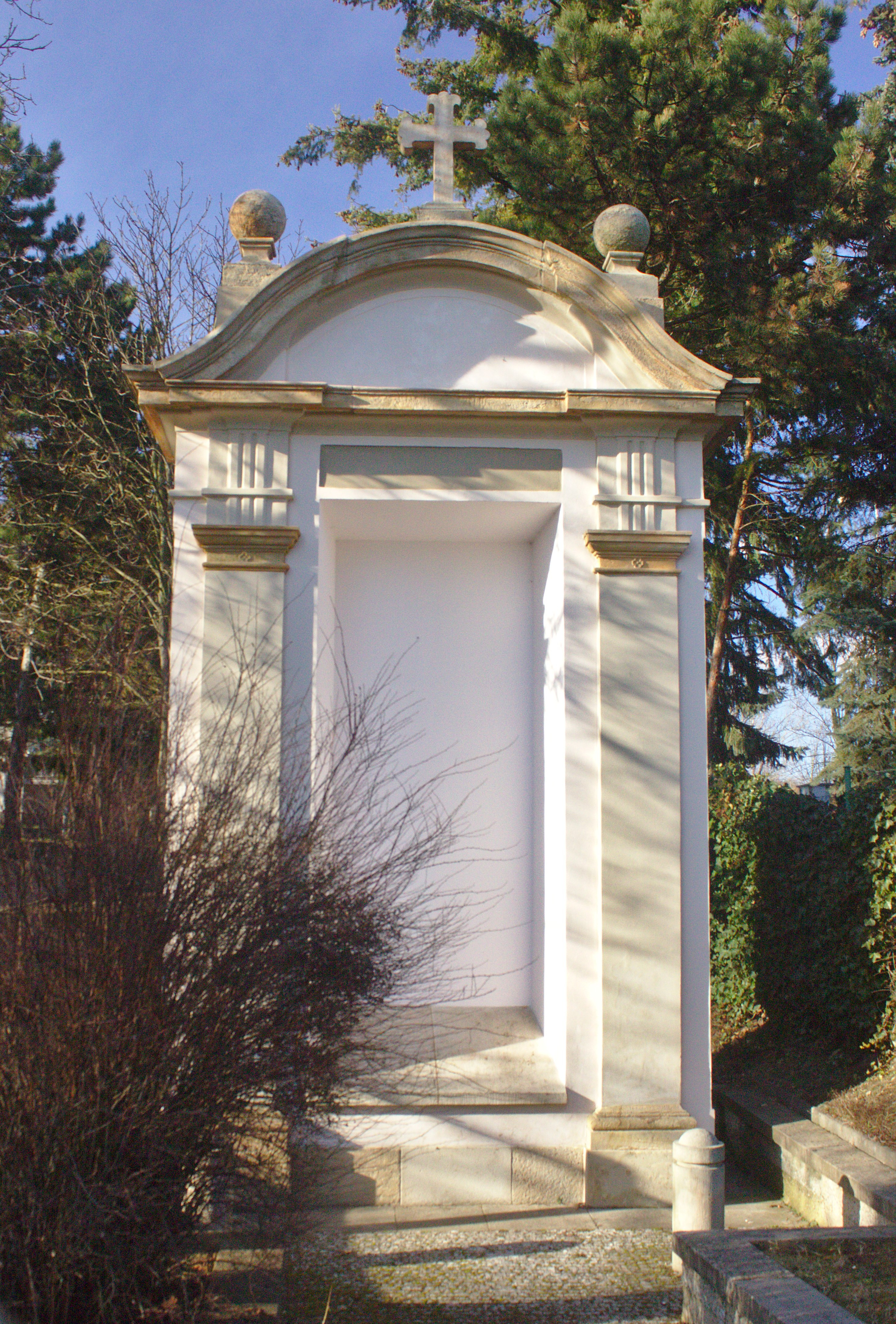
VI. kaple
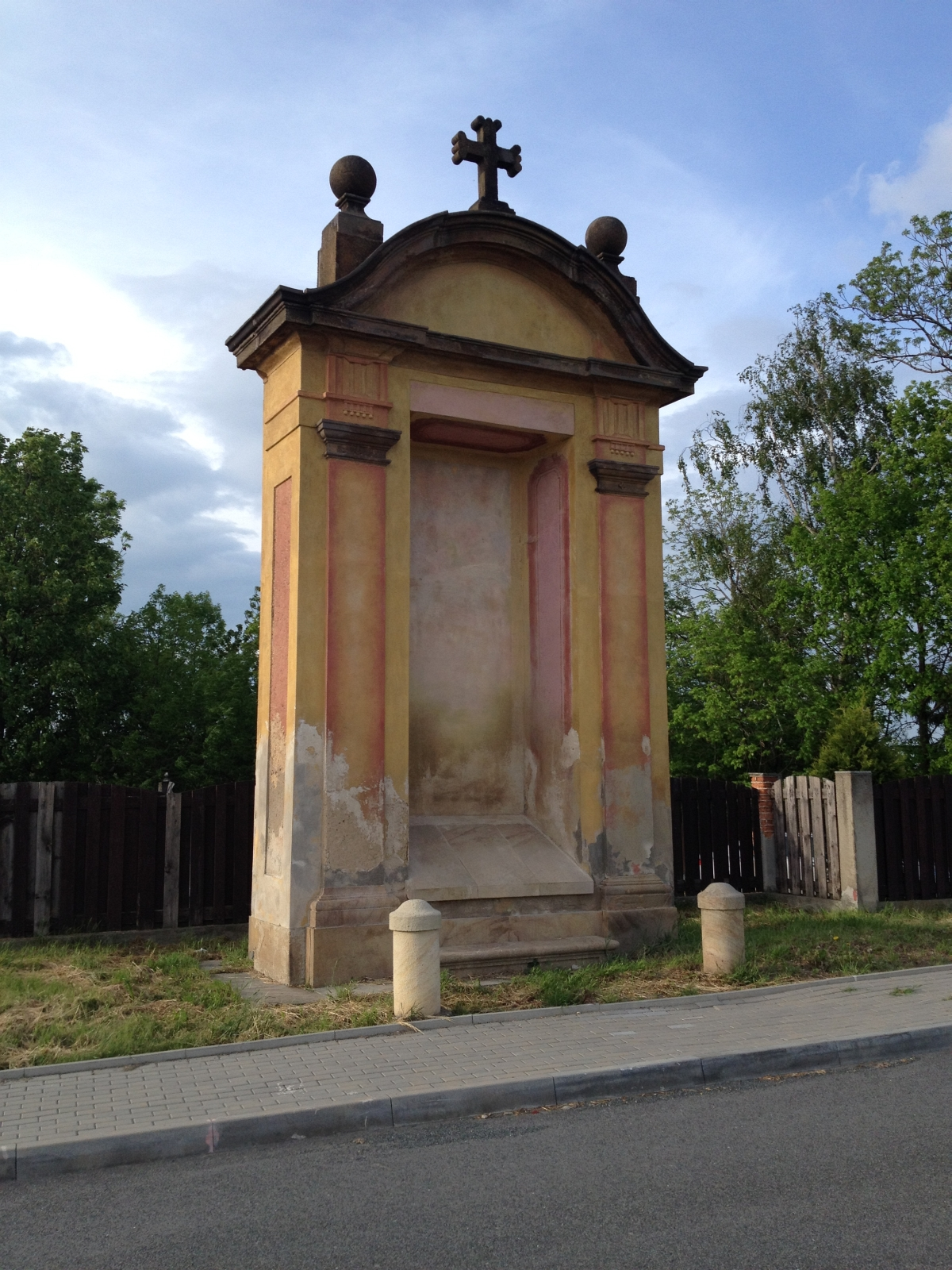
X. kaple
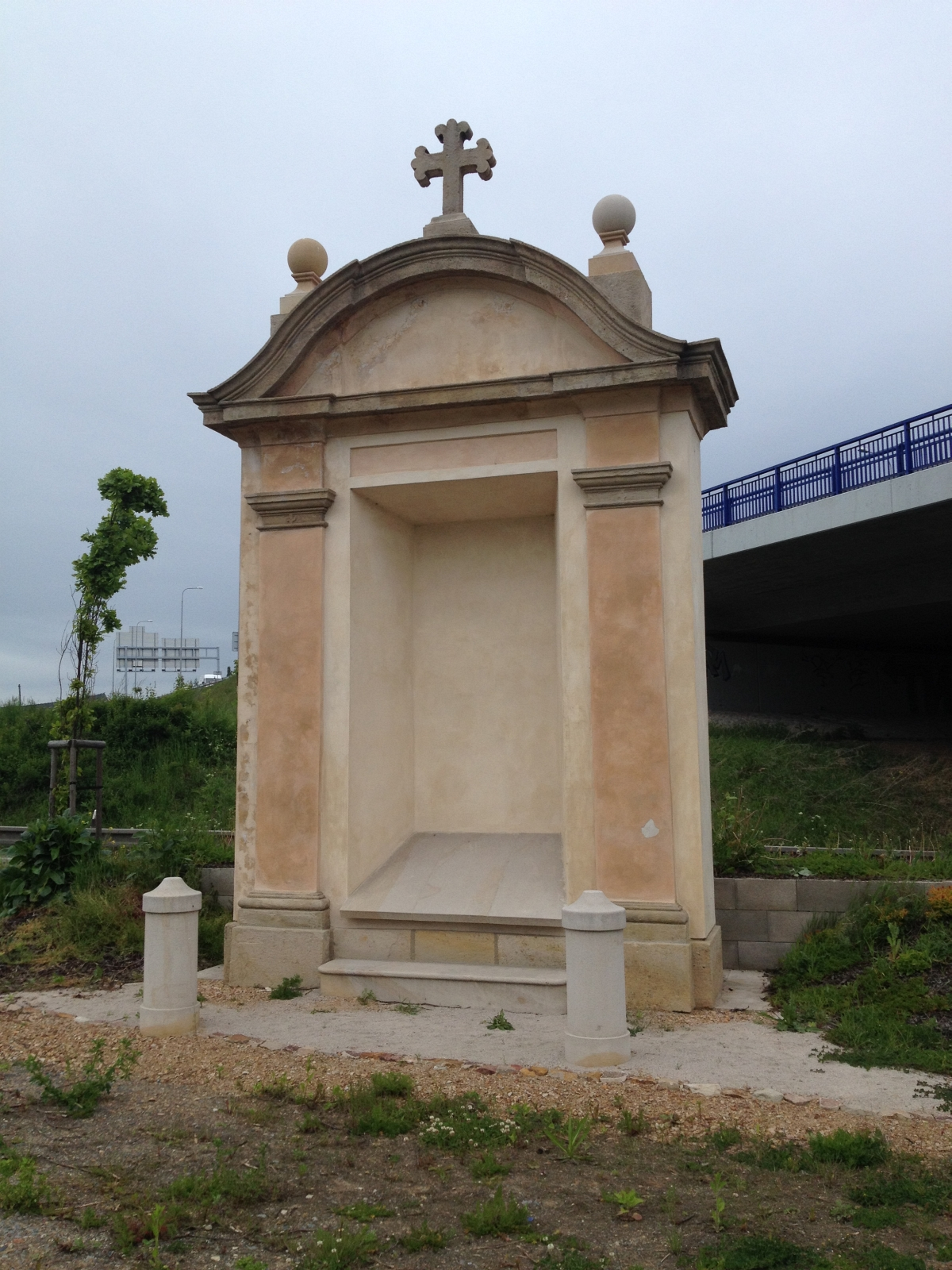
XI. kaple
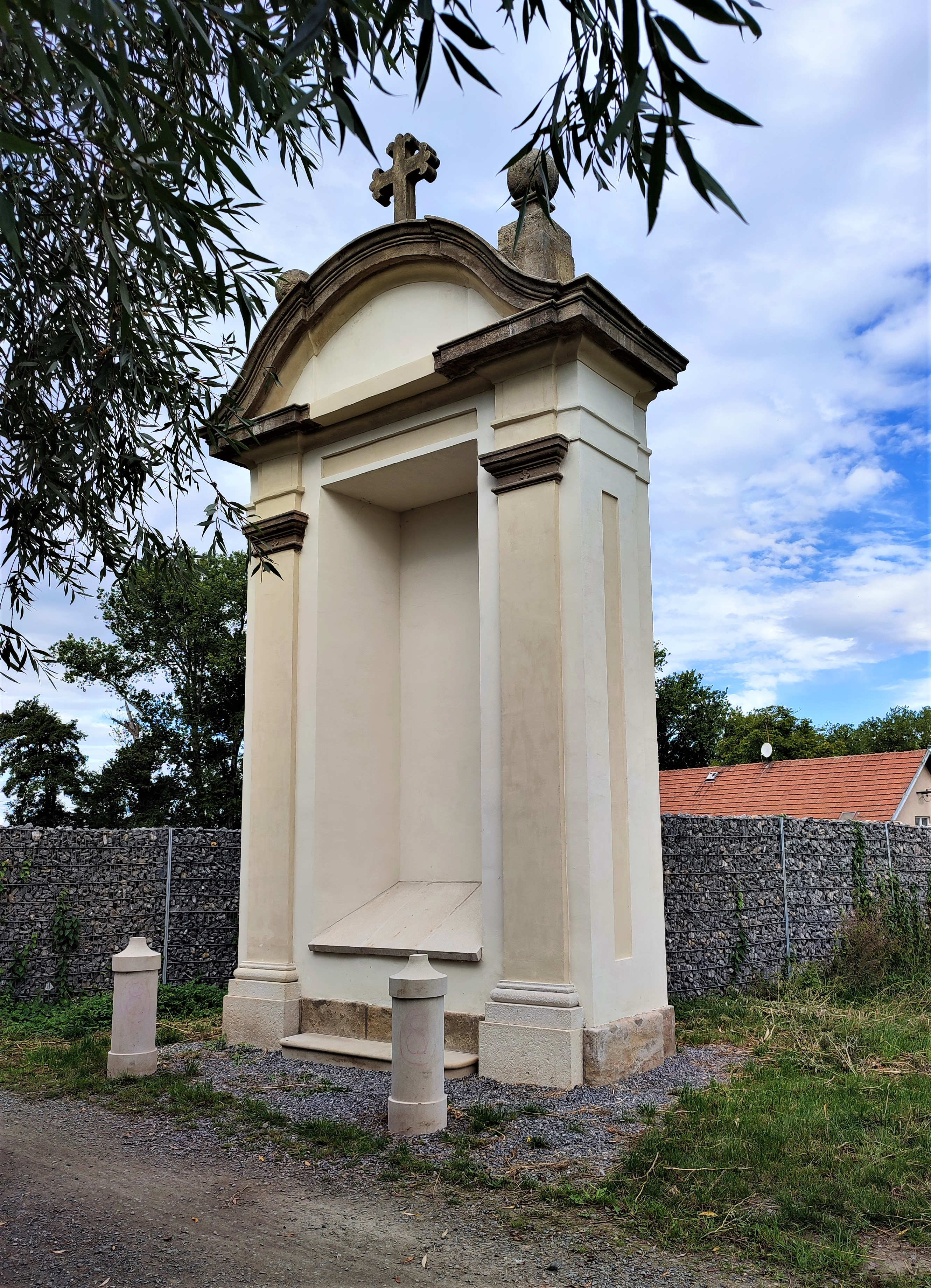
XII. kaple
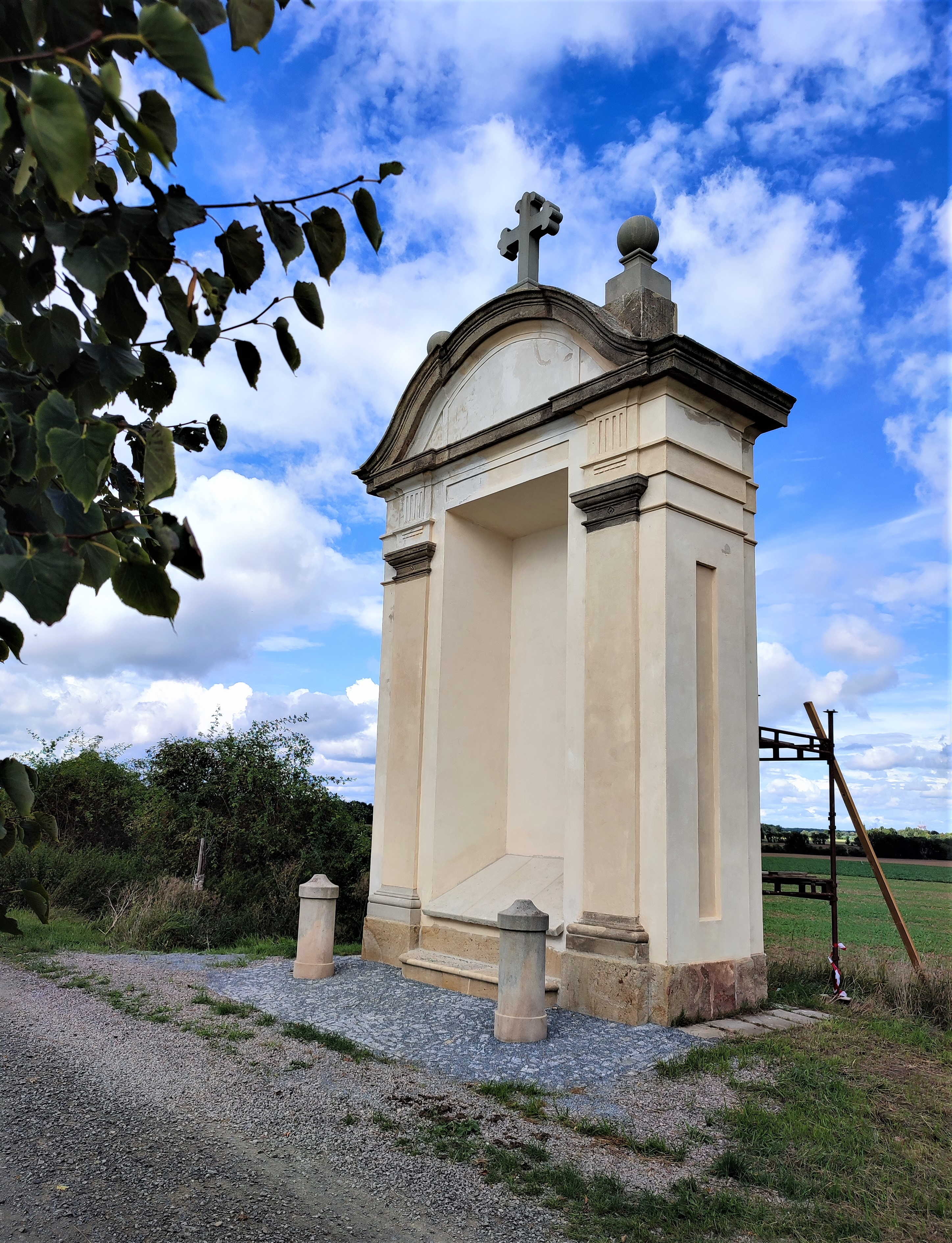
XVIII. kaple
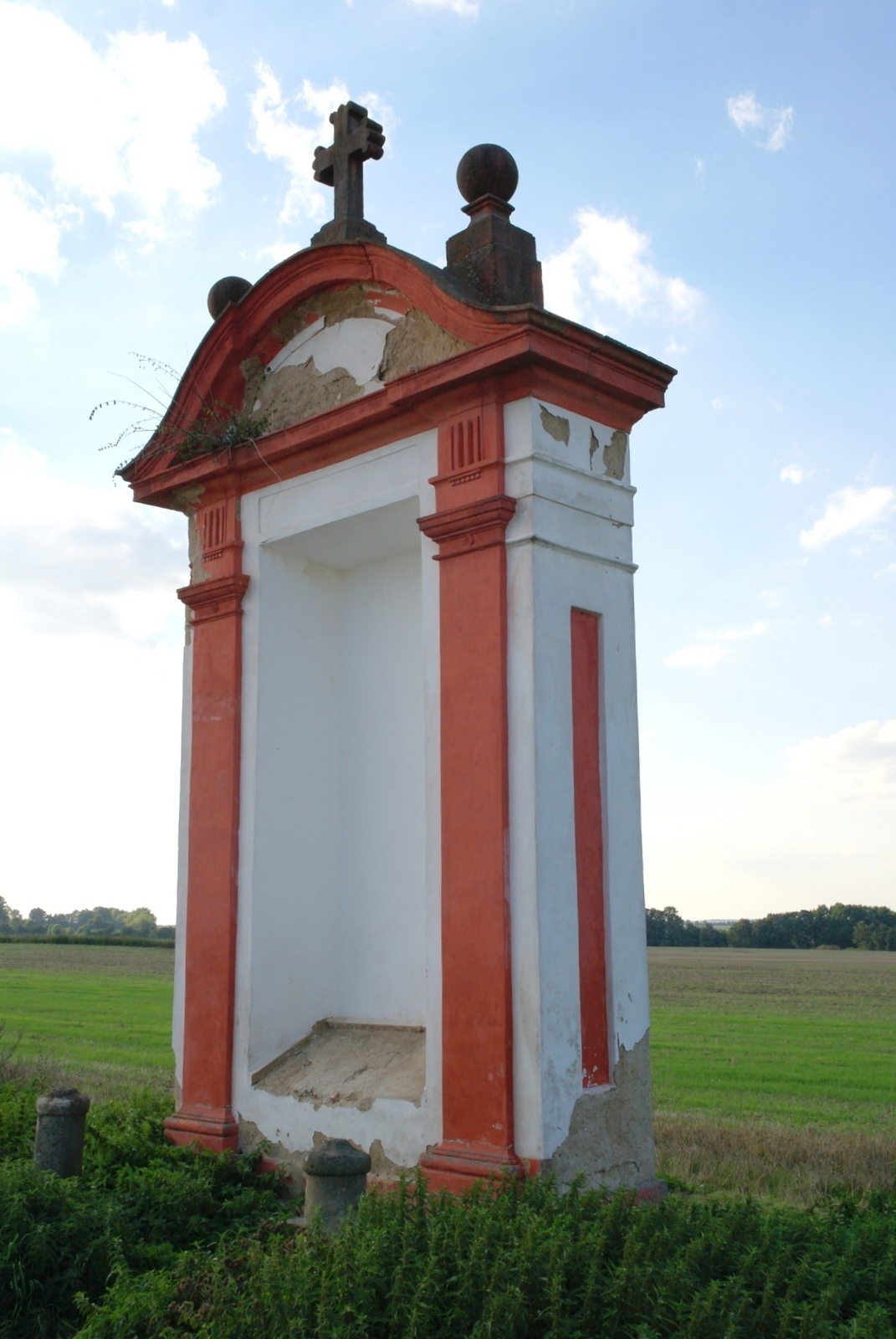
XIX. kaple
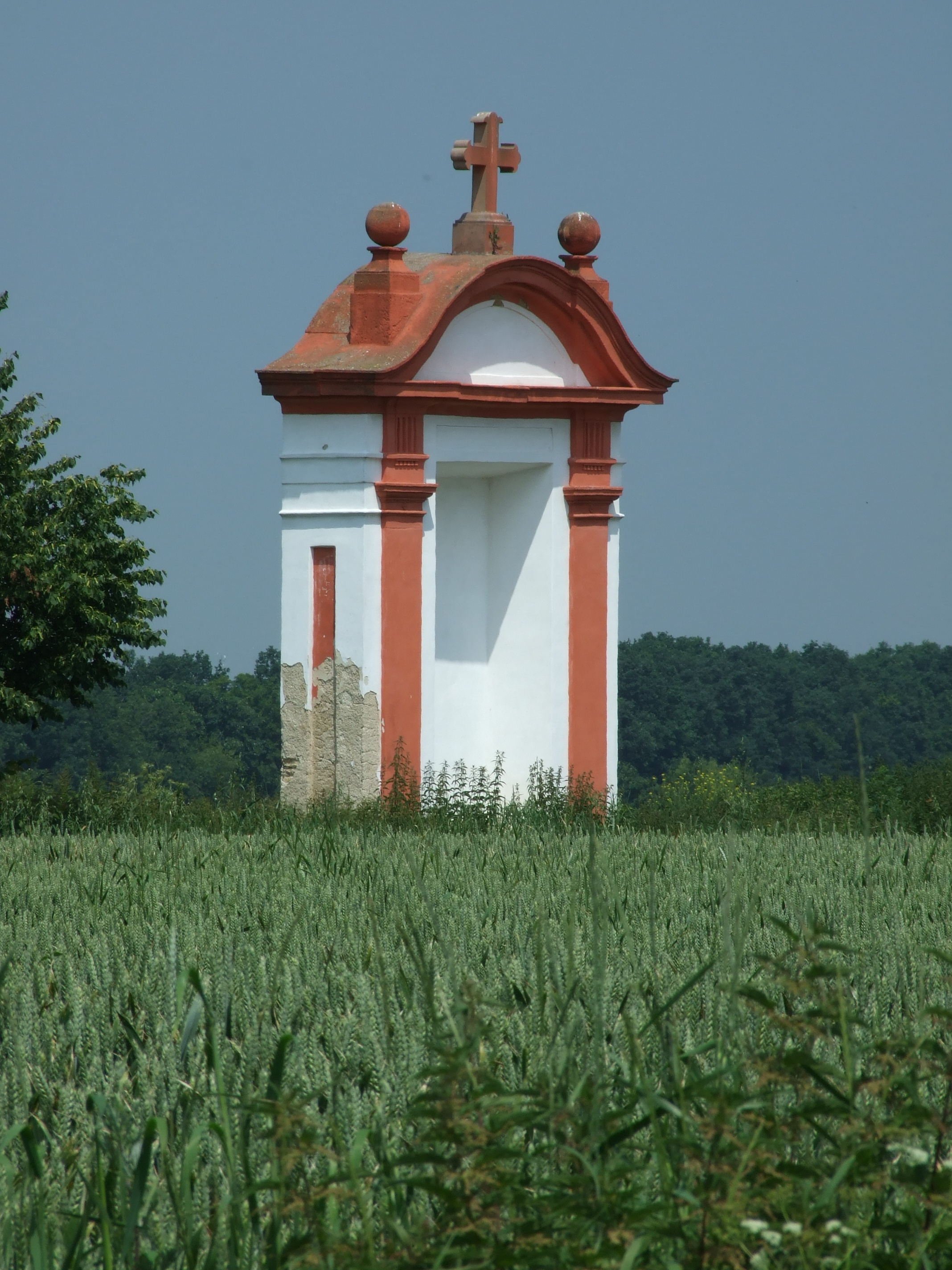
XX. kaple
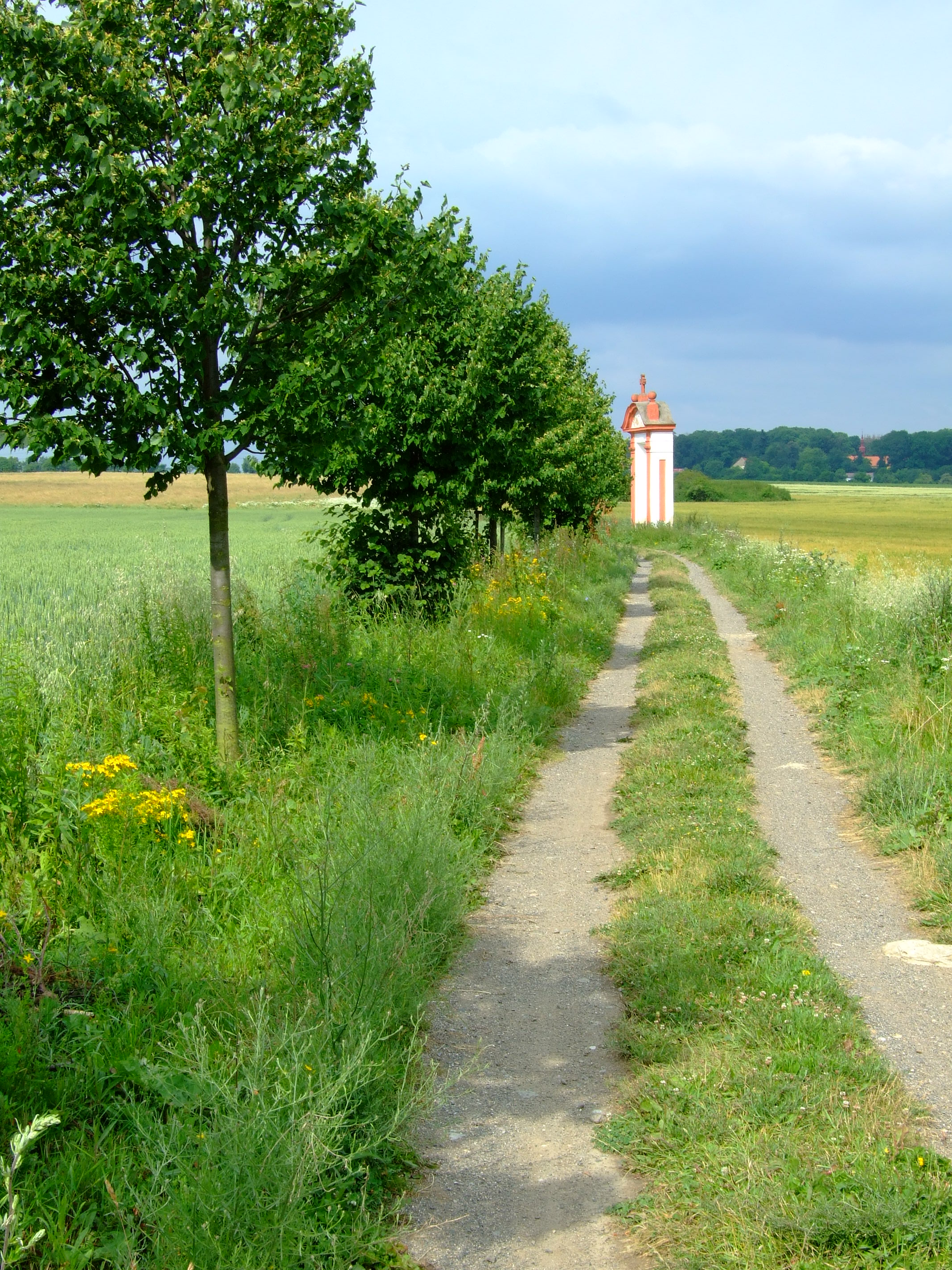
Obnovená poutní cesta
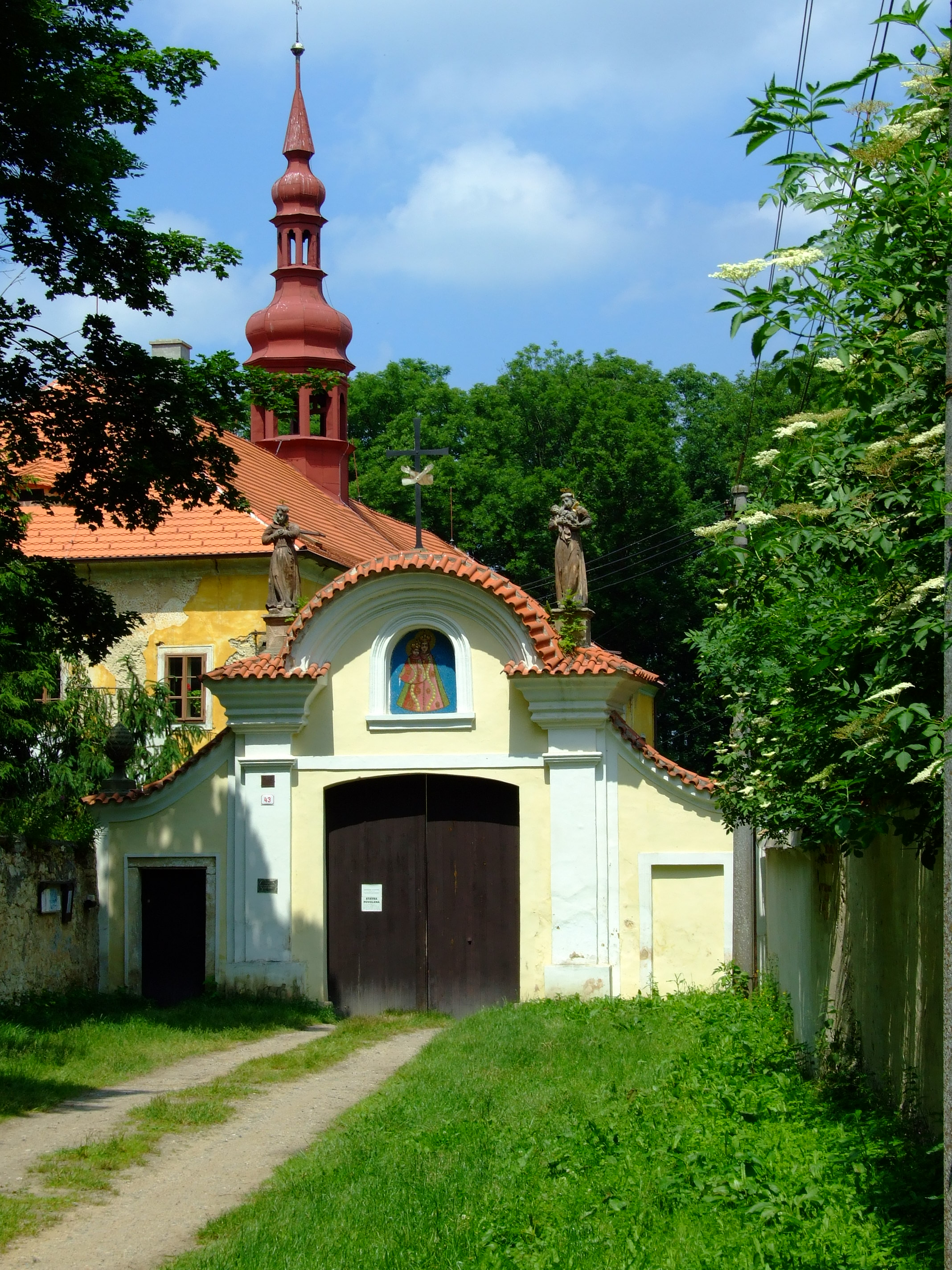
Areál kláštera Hájek